# Noventa Vicentina
Noventa Vicentina (Noénta in veneto) è un comune italiano di 9 214 abitanti della provincia di Vicenza in Veneto.

## Geografia fisica

### Territorio
Noventa Vicentina è il comune più a sud della provincia di Vicenza. Dista 33 km dal capoluogo e 37 km da Padova. Il territorio è pianeggiante, pur trovandosi a pochi chilometri dai Colli Euganei (a est) e dai Monti Berici (a nord-ovest).

### Idrografia
Il comune è inoltre lambito a sud dal fiume Frassine che segna il confine tra la provincia di Padova (comuni di Borgo Veneto e Ospedaletto Euganeo) e la provincia di Vicenza.

## Origini del nome
Il nome di Noventa Vicentina (dal latino nova entia, nuove terre) ricorda l'opera di bonifica attuata dopo le disastrose alluvioni dell'età longobarda.

## Storia

### Epoca antica
Sul suo territorio sono stati trovati reperti riferibili a presenza umana in epoca preistorica; fu densamente abitato in età romana.

### Medioevo
Fonti storiche certe attestano l'esistenza di un castello vescovile a Noventa, uno dei più importanti del Basso Vicentino, del quale tuttavia sono state perse tracce e memoria. Durante il Medioevo, in quest'area i vescovi di Vicenza possedevano vaste proprietà, spesso insidiate dalle vicine Este, Montagnana e Lozzo i cui signori tendevano ad estendere i propri domini. Per tale fatto, aggravato dalla lontananza di Vicenza, il castello di Noventa doveva essere piuttosto forte: il Pagliarino scrive che i castelli di Noventa e di Pojana erano «abbondanti di ricchezze, forti et cinti di bastioni et di fossa».
Il primo documento che parla espressamente del castello di Noventa è il diploma imperiale rilasciato da Ottone III al vescovo di Vicenza Girolamo nell'anno 1000: esso vi figura tra i castelli esentati dalla tassa del fodro, privilegio che circa cent'anni dopo Enrico IV confermava al vescovo Ezzelino.
Il fatto di essere esistito sin dal X secolo e di essere stato di proprietà vescovile, farebbe pensare che il castello di Noventa sia stato in origine una fortificazione dell'antichissima pieve di Santa Maria, così come è avvenuto in tanti casi consimili e relativi all'epoca delle incursioni degli Ungari. Tuttavia i castelli nati dalla fortificazione delle chiese in quell'epoca erano generalmente di dimensioni e di strutture modeste, mentre quello di Noventa doveva invece essere grande e robusto; in secondo luogo, anziché nei pressi della pieve, è assai probabile ch'esso sorgesse a sud ovest di contrà Capovilla, ai confini col territorio di Pojana, dove esiste tuttora il molto indicativo toponimo "Castellazzo".
Tenuto conto di questo, si può ipotizzare che a Noventa, dopo il primitivo incastellamento della pieve i vescovi abbiano fatto erigere in altro luogo anche un castello vero e proprio - lo stesso di cui parla il Pagliarino - e che abbiano mantenuto nei pressi della pieve la domus episcopatus, della quale si ha documentata memoria almeno sin dal 1266. Sulla base di quest'ipotesi, a Noventa potrebbero esservi stati due nuclei fortificati; ciò almeno sino al 1240, perché in quell'anno i castelli di Noventa e di Pojana «furono - secondo il Pagliarino - posti in ruina et in esterminio da Eccelino».
Quanto alla domus episcopatus, essa sopravvisse all'epoca ezzeliniana; viene spesso citata negli atti e documenti successivi al 1260, mentre non vien più fatta menzione alcuna del castello, il che confermerebbe l'ipotesi dell'esistenza di due distinte opere fortificate e che dopo la distruzione del 1240 il castello non sia più stato ricostruito, mentre continuò ad essere utilizzata la primitiva fortificazione pievana che includeva la domus e sorgeva nel centro abitato.
Quest'ultimo conservò probabilmente ancora per qualche tempo i segni dell'originaria impostazione urbanistica: lo si deduce da un atto pubblico del 1471 in cui si legge «Noventa... in contracta burgi ab ecclesia», si parla cioè del burgus, sorto a ridosso delle fortificazioni.
Verso la metà del Trecento, durante la dominazione scaligera, il territorio di Noventa fu sottoposto, sotto l'aspetto amministrativo, al Vicariato civile di Orgiano e tale rimase sino alla fine del XVIII secolo.

### Età moderna e contemporanea
Noventa, che dal 1404 era entrata a far parte della Serenissima Repubblica di Venezia, trova nel secolo successivo, dopo la conclusione delle travagliate vicende legate alla guerra della Lega di Cambrai (1508), le condizioni che le permettono di svilupparsi economicamente e socialmente.
Il Vicentino seguirà fino in fondo le sorti di Venezia e dopo la caduta della Serenissima passerà sotto la dominazione austriaca, per poi entrare a far parte, nel 1866, del Regno d'Italia.

## Monumenti e luoghi d'interesse

### Architetture religiose
- Duomo dei Santi Vito, Modesto e Crescenzia, posto in via Giacomo Matteotti. Nei primissimi anni del Trecento la parrocchiale fu trasferita dalla pieve di Santa Maria a una cappella benedettina dedicata a san Vito e - più tardi - anche ai santi Modesto e Crescenzia[7]. Sulla stessa area di questa cappella gotica, fra il 1640 e il 1650 fu costruita la chiesa, ulteriormente ampliata e modificata alla fine dell'Ottocento. La facciata marmorea, rifatta insieme con l'ampliamento, presenta un portale concluso da una lunetta a tutto sesto affrescata. L'interno è a una sola navata, con sei altari laterali, e tre grandi absidi che incorniciano il presbiterio. L'altare maggiore in marmo di Carrara, attribuito allo scultore padovano Antonio Bonazza, reca al centro un bassorilievo con la Cena di Emmaus. Nella parete di sinistra, sopra l'altare di San Rocco, si trova una pala di Giambattista Tiepolo che raffigura i Santi Rocco e Sebastiano, commissionata dal cardinale Carlo Rezzonico[13]. Altri dipinti di celebri pittori come: Giambattista Tiepolo, Francesco Maffei, Niccolò Bambini, Antonio Zanchi, Giulio Carpioni e Domenico Campagnola. Sul retro della chiesa si trova un sacello neogotico coronato in pinnacoli, realizzato durante la seconda metà del XIX secolo, a scongiurare il pericoloso colera.

- Chiesa del Cuore Immacolato di Maria e San Giovanni Evangelista, ubicata nella frazione Saline.

- Chiesa del Redentore, risalente al Settecento, ubicata in campagna nella frazione Are in Via Pavarazzi e al cui interno conserva dipinti ottocenteschi.

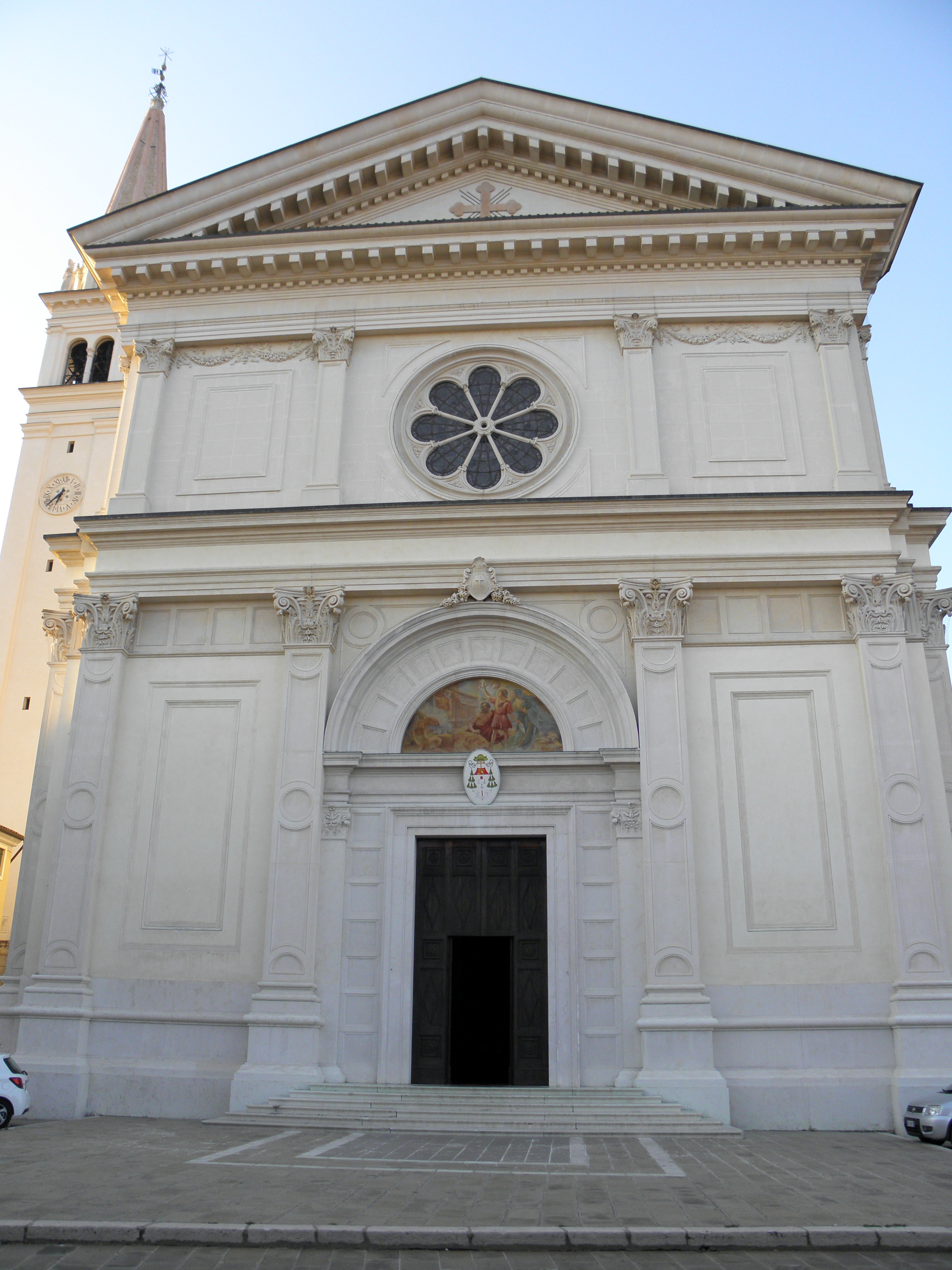
Facciata del Duomo dei Santi Vito, Modesto e Crescenzia
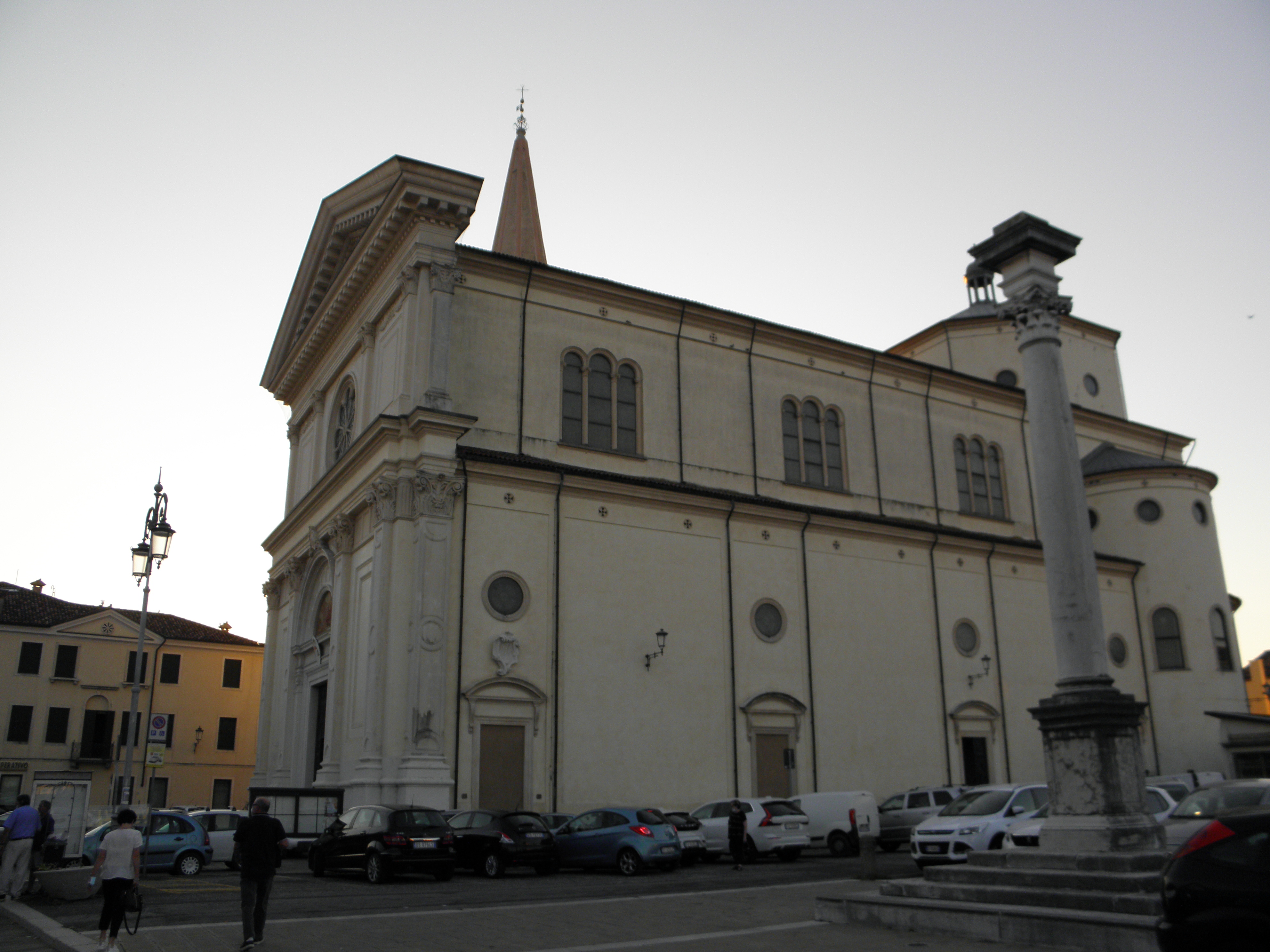
Lato destro del Duomo
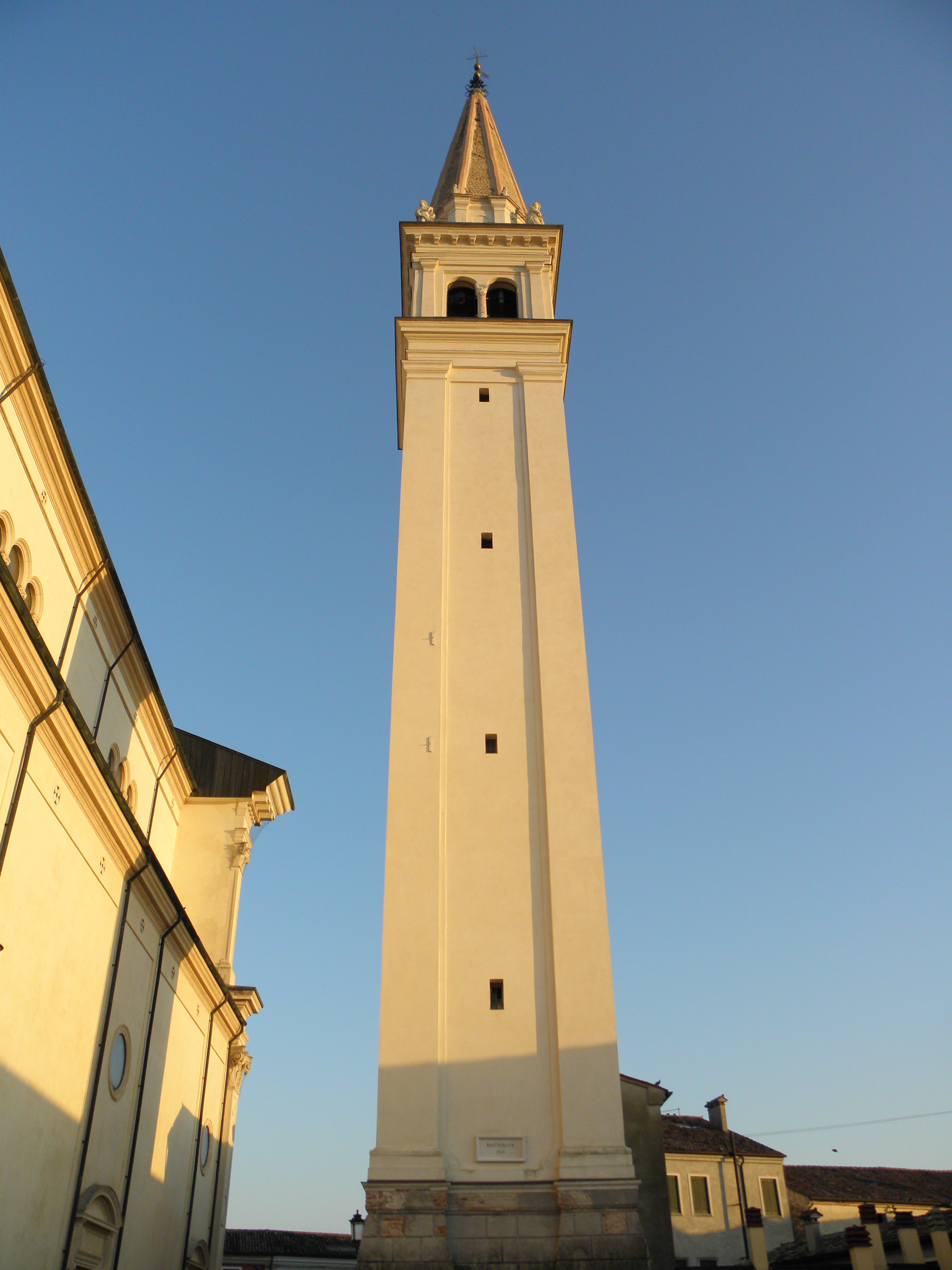
Campanile del Duomo
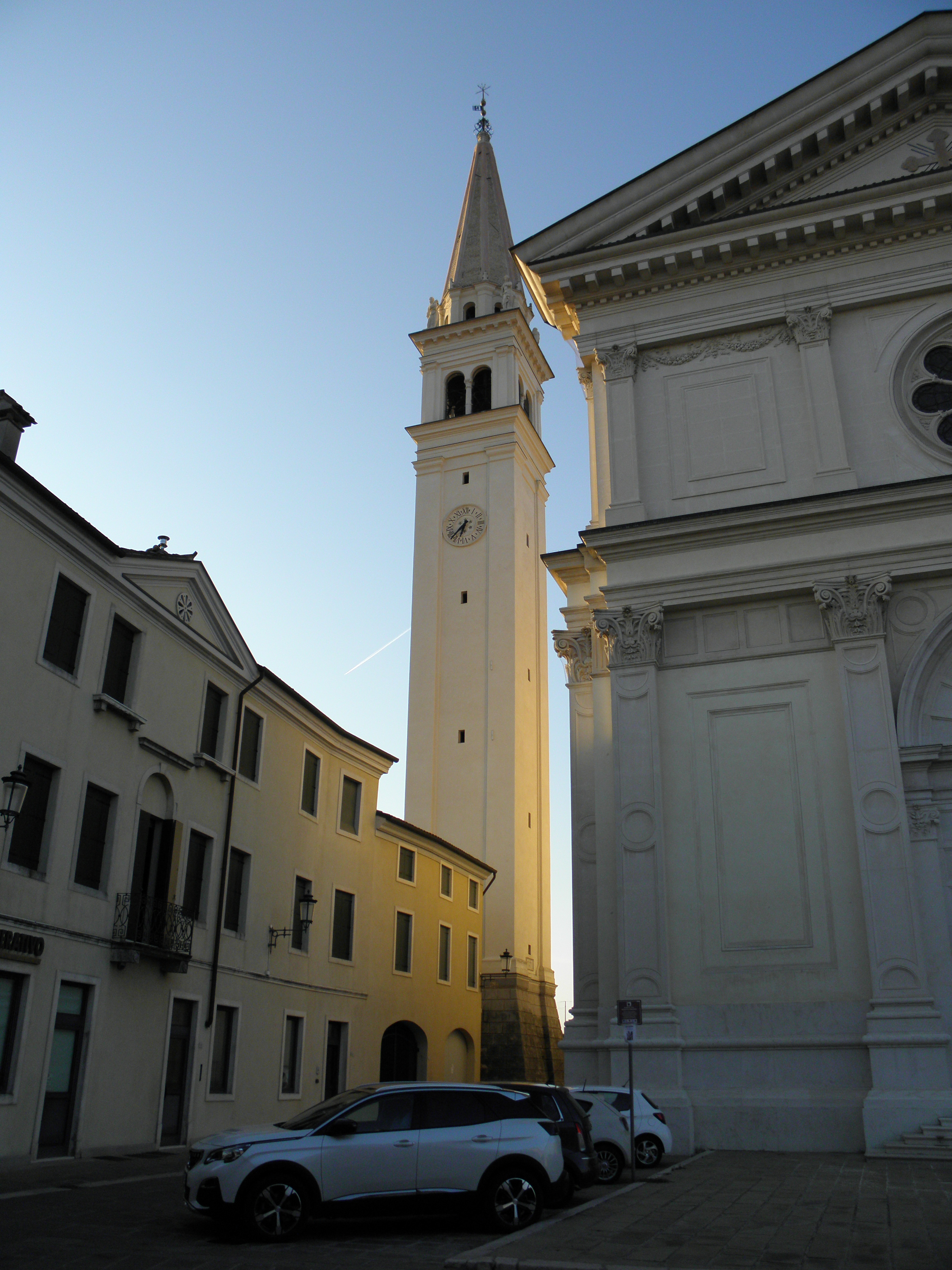
Vista del Campanile davanti alla Facciata del Duomo

### Architetture civili
- Villa Barbarigo, sede del Municipio di Noventa Vicentina e principale meta turistica.

- Villa Manin Cantarella, villa veneta situata nel centro del comune di Noventa Vicentina; casa natale di Umberto Masotto.

- Villa Arnaldi Prosdocimi, villa patrizia del XVI secolo, fu ristrutturata nel XVIII secolo dagli Arnaldi; è ubicata in via Alcide De Gasperi.

La facciata asimmetrica reca ai lati della porta d'ingresso quattro pilastri bugnati, che al piano nobile continuano in lesene ioniche che reggono il frontone triangolare. Sul retro, nel giardino, davanti alla parete cinquecentesca una vera da pozzo gotica. All'interno un ampio scalone settecentesco; nelle sale laterali, vi sono sovraporte in legno laccato e fregi alle travi, stucchi al soffitto nella sala d'ingresso.
- Cappella adiacente alla villa, costruita nel 1741, reca sull'altare una statua della Vergine in marmo, attribuita ad Orazio Marinali.

- Villa Albrizzi, nella frazione di Saline. A tre piani, ha caratteristiche tipicamente rinascimentali. La facciata presenta una bella modanatura in pietra di Nanto alla porta centrale, e una cornice a dentelli sotto il tetto. L'aia è in pietra masegna. Al di là della strada che porta ad Este, si trovano i portici in mattoni. Sul retro, una chiesetta dedicata a San Giovanni Evangelista[13].

- Villa San Floriano, villa nella frazione di Caselle. Le cornici delle porte e delle finestre sono in pietra di Nanto. Di fronte è presente un oratorio dedicato a San Floriano. Il complesso, interamente circondato da mura, comprende la casa padronale, un oratorio e gli annessi rustici. Comprende un solo piano nobile, reca alle porte a alle finestre cornici in pietra di Nanto. All'interno, un ampio salone centrale, esteso per l'intera lunghezza dell'edificio, mette in corrispondenza l'entrata principale con quella della corte. Ai lati si aprono le stanze. Le cantine sono a volta. Adiacenti alla casa si trovano i granai, le abitazioni dei dipendenti e le stalle, con ampi portici ad arco. Nell'ampio cortile, il séleze (aia) in mattoni. Di fronte alla casa, oltre all'aia, l'oratorio dedicato a San Floriano, già esistente nel XIII secolo[13].

- Teatro Modernissimo, inaugurato nel settembre 1876 con il nome di Teatro della Concordia, fu in seguito denominato Teatro Sociale. Ricostruito con l'aggiunta della bottega del caffè, e di un'ala per i camerini, fu riaperto nel dicembre del 1910. La sala assunse l'attuale nome nel 1919 quando fu trasformata in cinema. Divenne di proprietà del Comune nel 1936. I lavori di restauro effettuati tra il 1982 e il 1985 hanno riportato l'edificio alla sua immagine originaria, sia interna che esterna. Dal 1986 il Teatro è sede di importanti manifestazioni culturali[13].

- Palazzo Stefani. Nel corpo centrale, datato 1788, si trovano affreschi, decorazioni, colonne, stucchi, ferri battuti; i pavimenti sono in palladiana e marmo. Nelle ali, più basse, ristrutturate senza intaccare l'originaria struttura, sono stati ricavati numerosi appartamenti[13].

- Villa Zarantonello, risalente al XVI secolo e ubicata in campagna nella frazione Are in Via Pavarazzi.

- Villa Bertin - Romagna, edificio in stile Liberty risalente al 1913 e ubicato in Via Giuseppe Garibaldi.

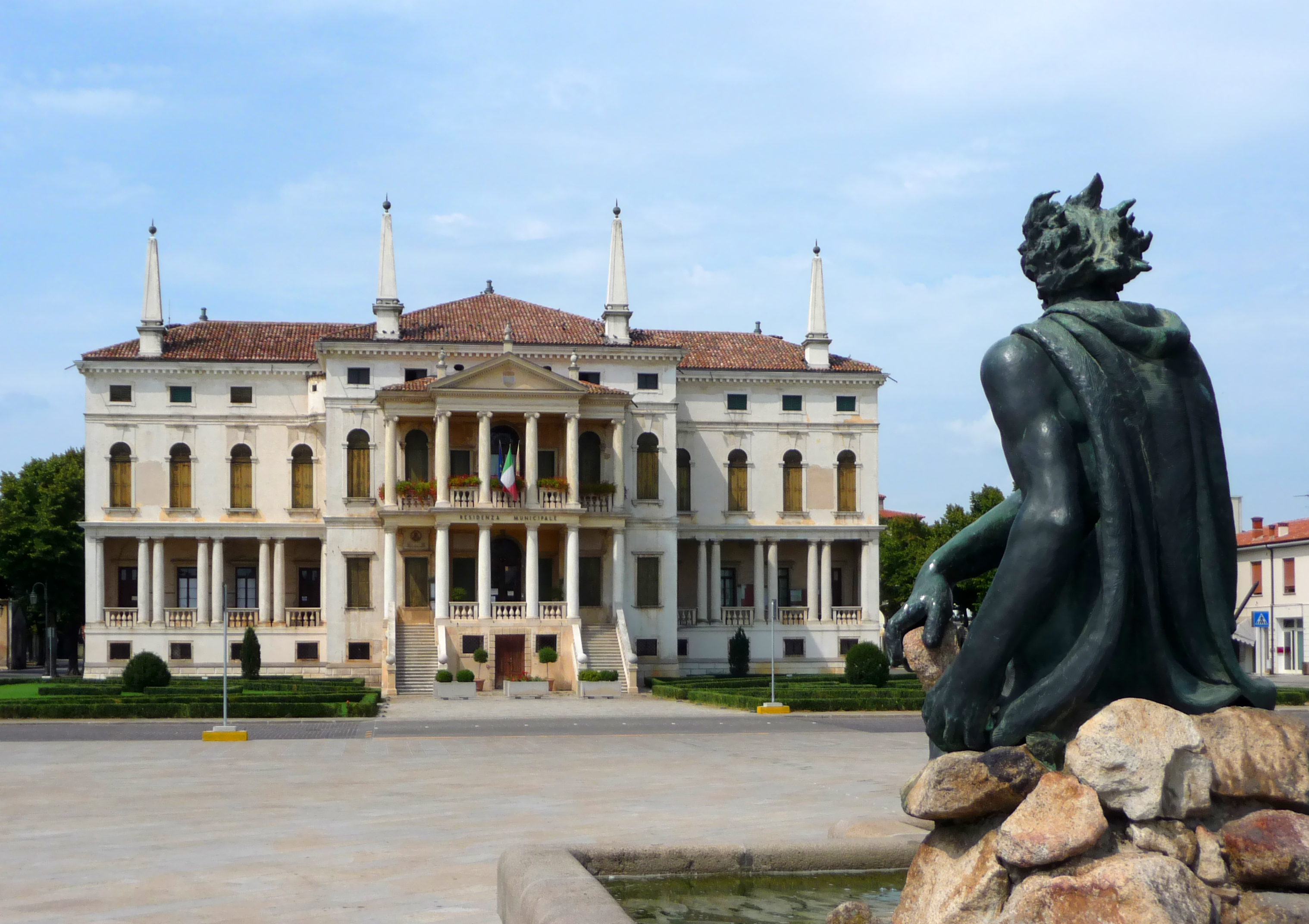
Villa Barbarigo vista dal centro della Piazza IV Novembre (in primo piano una scultura della fontana monumento dei caduti)
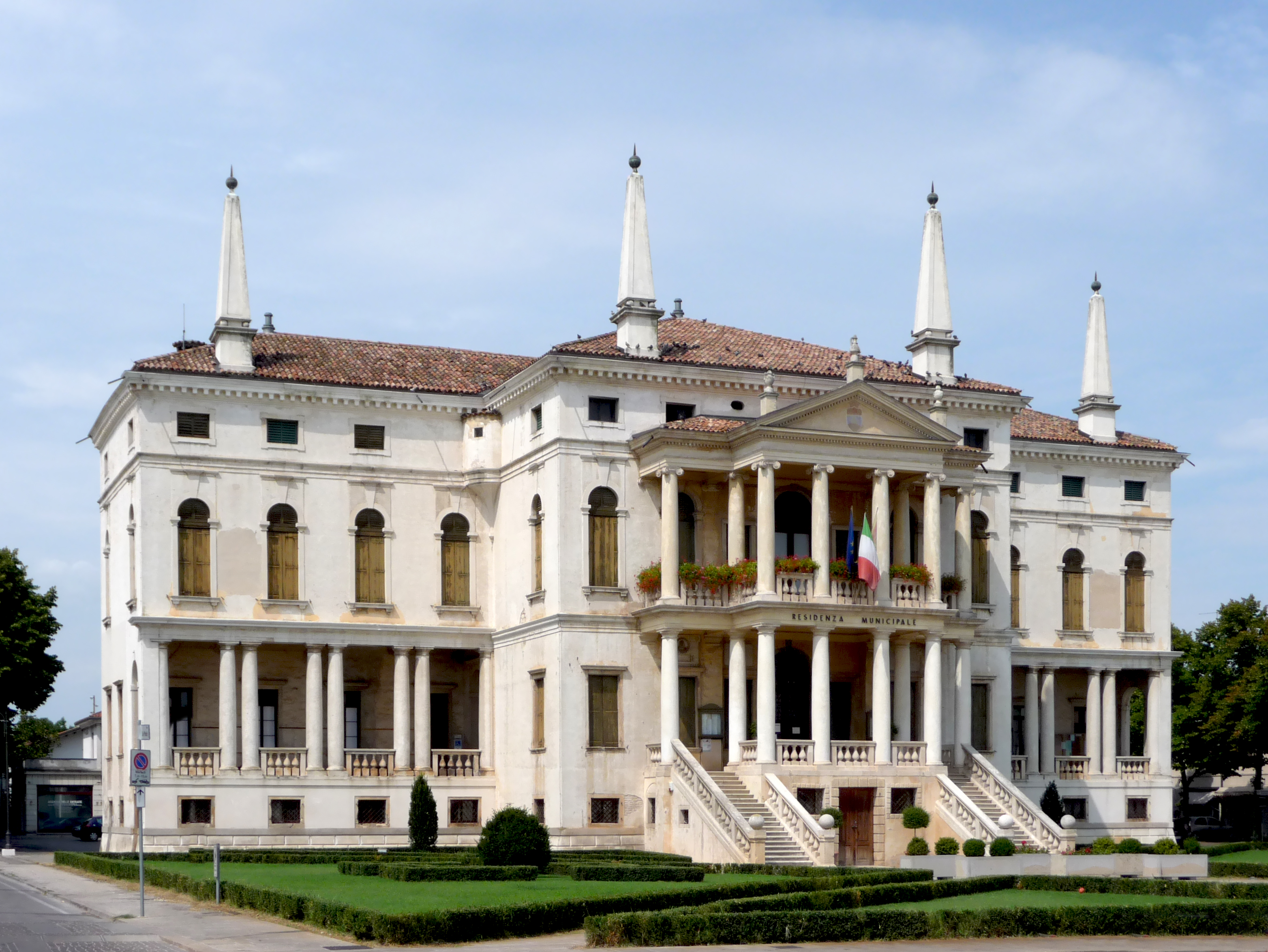
Villa Barbarigo vista dalla Colonna Ovest della Piazza IV Novembre
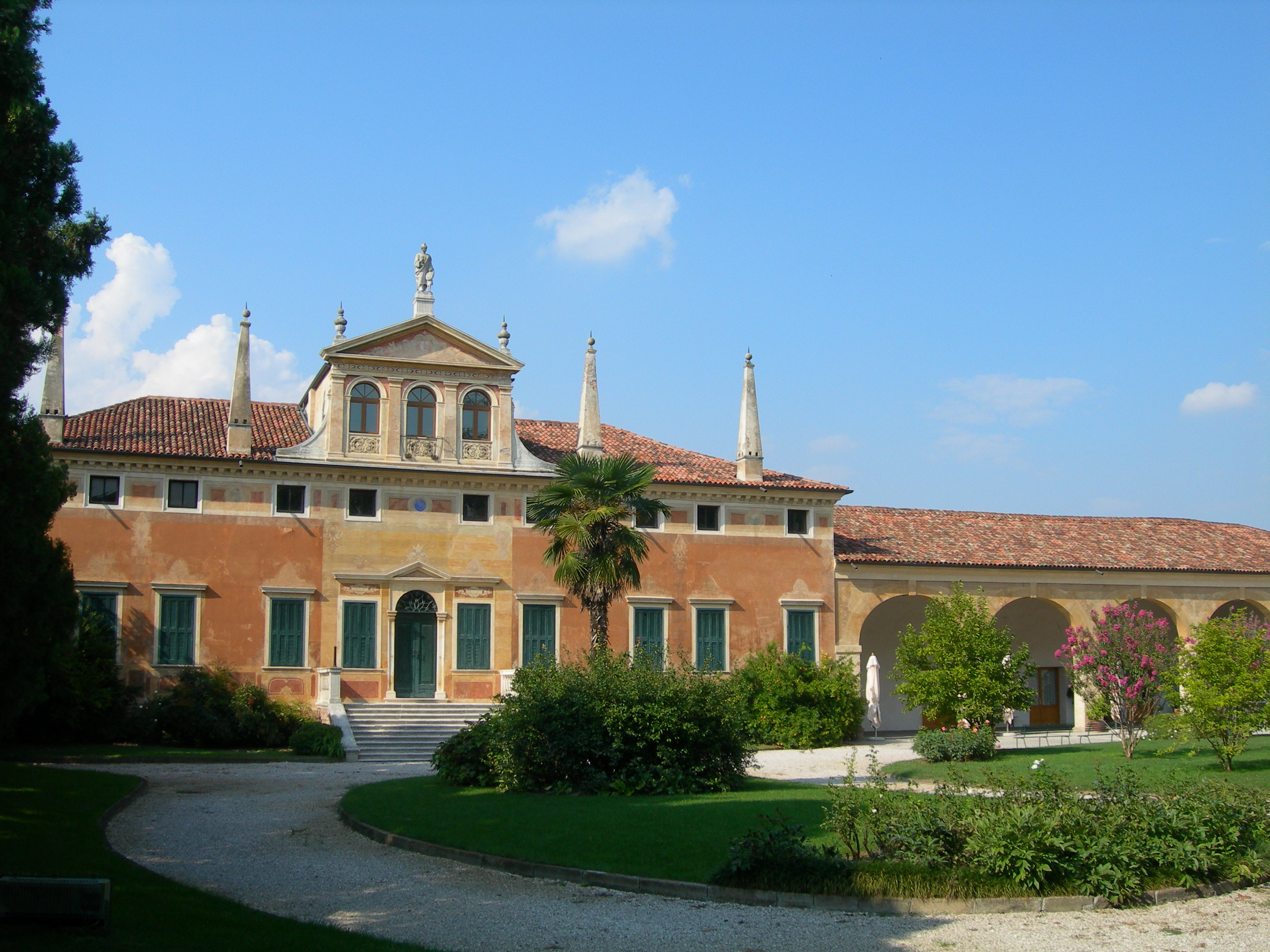
Villa Manin Cantarella
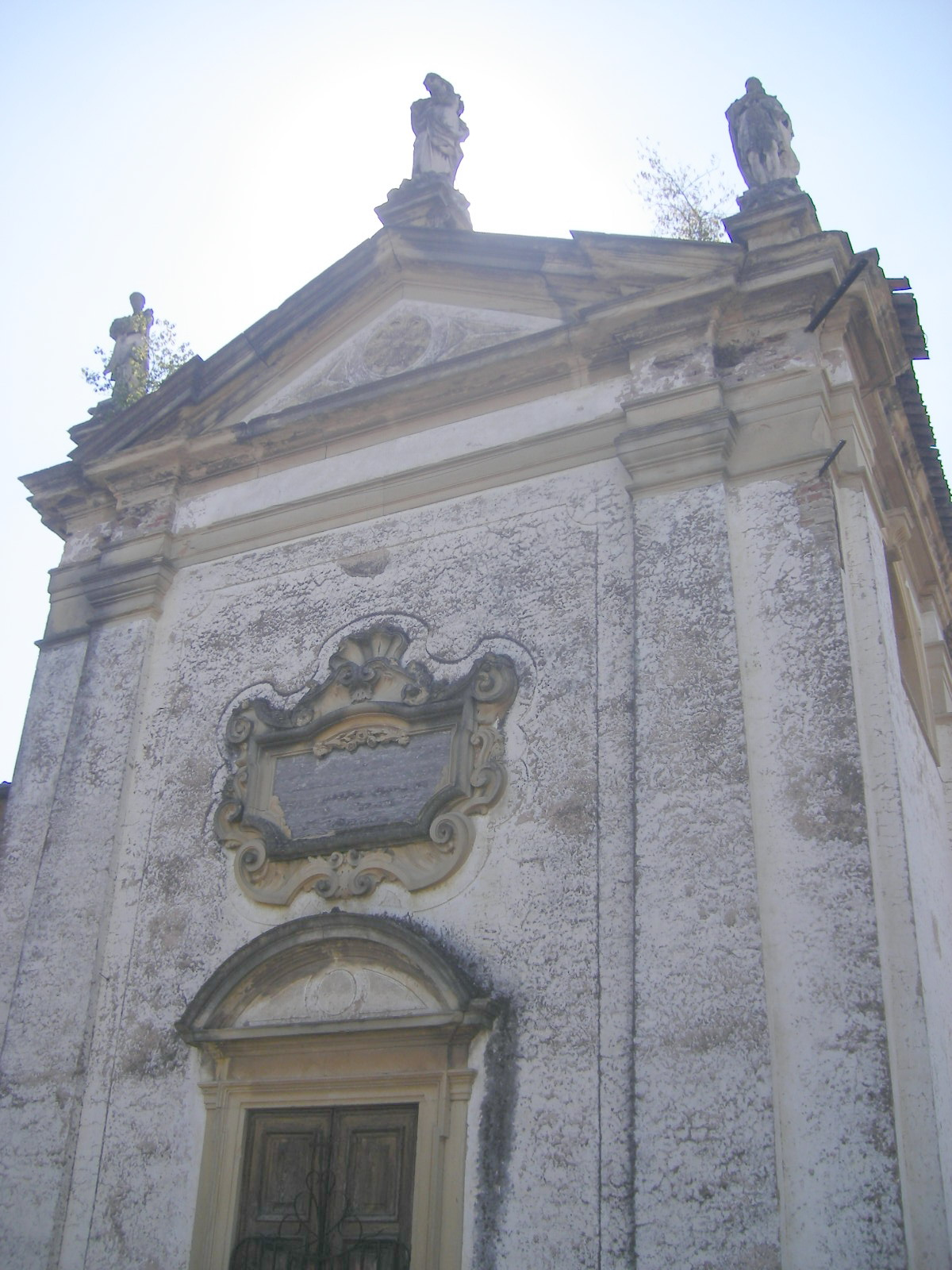
Villa Arnaldi Prosdocimi - cappella gentilizia
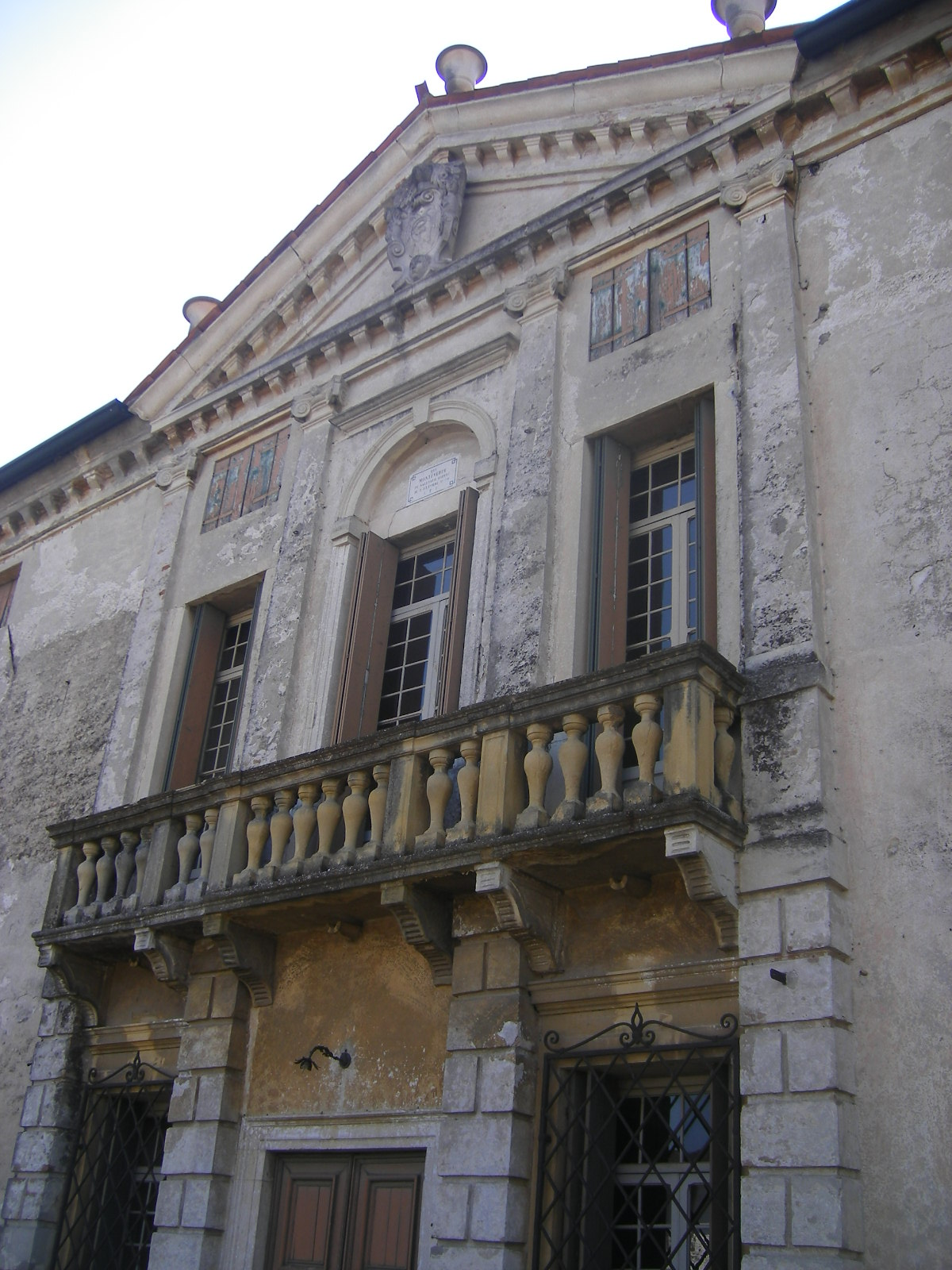
Villa Arnaldi Prosdocimi - facciata

### Piazze
- Piazza IV Novembre, ubicata davanti Villa Barbarigo
- Piazza Colonna, ubicata tra il Duomo e Villa Barbarigo

Noventa Vicentina in una foto d'epoca. Vista della Piazza IV Novembre: a sinistra il Duomo, al centro la fontana monumento dei caduti e a destra Villa Barbarigo

### Altro
- Palatenda di Viale dei Martiri, utilizzato dalla Pro Loco, dalle associazioni e dal comune nel periodo delle sagre ed altri eventi.

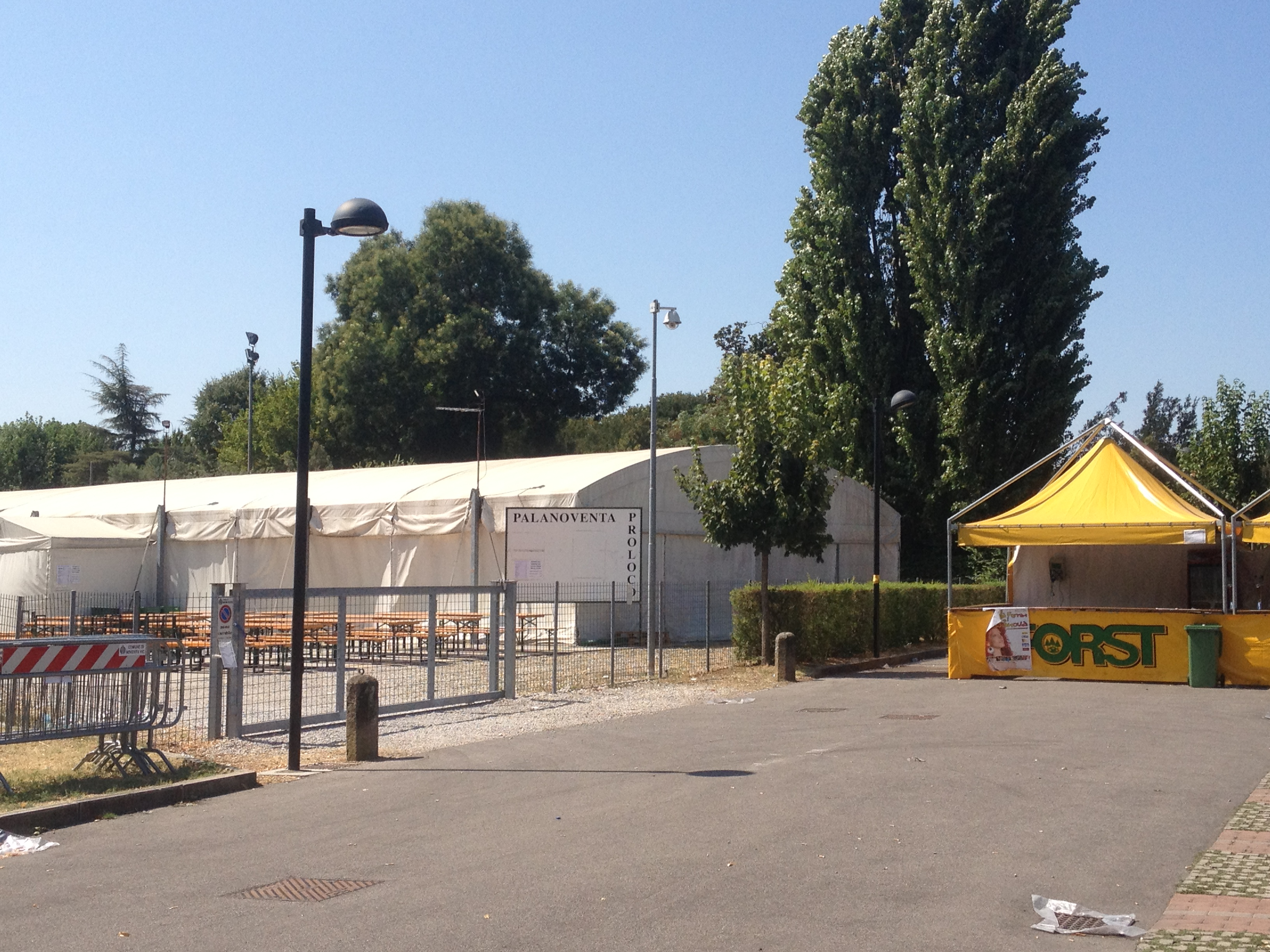
Palatenda di Viale dei Martiri

## Società

### Evoluzione demografica
Abitanti censiti

## Cultura
Centro scolastico della zona - oltre alla scuola dell'obbligo vi sono anche l'Istituto Professionale Industria e Artigianato Leonardo Da Vinci e l'Istituto d'Istruzione Superiore Umberto Masotto - Noventa è anche sede di manifestazioni culturali di notevole livello - come "Teatro a Noventa" - e di iniziative tendenti a favorire lo sviluppo economico e produttivo, ma anche sociale, del Basso Vicentino.
Vi sono anche la Biblioteca Comunale e il Cinema Teatro "Modernissimo".

### Televisione
"Tèliko TV" era un'emittente televisiva locale nata nel 1986. Nel 2000 cambia denominazione in "TeleVeneto" e successivamente in  "Tèliko TV / TeleVeneto". Trasmette come Web TV.

## Geografia antropica
Frazioni del comune di Noventa Vicentina sono Caselle (con circa 100 abitanti), Saline, Are.
Altre località o contrade sono: Agora Di Sotto, Agora Est, Ca' Bosco Di Sopra, Ca' Bosco Di Sotto, Fioccarde, Frassenella Di Sopra, Marchiorette Di Sopra, Marchiorette Di Sotto, Migliadizzi Di Sotto, San Floriano, Spinosa Di Sopra, Spinosa Nord.

## Economia
La zona, pur mantenendo la propria tradizione agricola, vanta una significativa presenza industriale nei settori tessile e metalmeccanico, e interessanti prospettive nel settore terziario
Nella Provincia di Vicenza il comune di Noventa Vicentina risultava al 4º posto nella classifica del benessere, pubblicata nel 2011 da Il Sole 24Ore.
A Noventa si trovano la sede italiana della Komatsu Limited e della Staff International.
Il territorio comunale inoltre rientra nella zona di produzione del Prosciutto Veneto Berico-Euganeo

## Infrastrutture e trasporti

### Strade

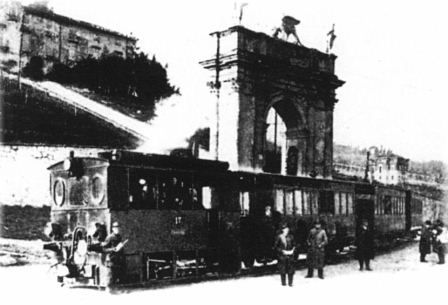
Un treno Vicenza-Noventa Vicentina sulla tranvia Vicenza-Noventa Vicentina-Montagnana, davanti all'Arco delle Scalette a Vicenza nel 1912

Noventa Vicentina è collegata ai centri circostanti tramite strade provinciali, la principale delle quali è la strada provinciale 247 Riviera Berica (ex strada statale 247 Riviera), che si snoda tra Vicenza ed Este.
La località è servita dal casello omonimo posto sull'Autostrada A31 aperto nel 2015.

### Ferrovie
Fra il 1887 e il 1979 la località fu servita dalla omonima stazione della tranvia Vicenza-Noventa Vicentina-Montagnana.
La linea rivestì un ruolo importante anche durante la prima guerra mondiale, quando numerosi profughi e sfollati provenienti dall'Altopiano di Asiago trovarono ospitalità in particolar modo nei comuni di Noventa Vicentina e Pojana Maggiore.
A partire dal 1948 Noventa Vicentina divenne località capolinea poiché a seguito di danneggiamenti subiti durante la seconda guerra mondiale, il tratto Noventa Vicentina-Montagnana fu cessato mentre il tratto Noventa Vicentina-Vicenza continuò ad essere attivo per i successivi 30 anni.
Sul sedime tranviario, dopo la sua dismissione, è stata realizzata la pista ciclabile Riviera Berica.

### Mobilità urbana
Il trasporto pubblico a Noventa Vicentina è garantito da autocorse svolte dalla Società Vicentina dei Trasporti (SVT).

## Amministrazione
| Periodo | Periodo   | Primo cittadino         | Partito        | Carica                  | Note |
| ------- | --------- | ----------------------- | -------------- | ----------------------- | ---- |
| 1945    | 1945      | Umberto Vangelista      |                | Sindaco                 |      |
| 1945    | 1946      | Giuseppe Peronato       |                | Sindaco                 |      |
| 1945    | 1946      | Giuseppe Ranzolin       | DC             | Sindaco                 |      |
| 1945    | 1945      | Oscar Cavattoni         |                | Commissario Prefettizio |      |
| 1945    | 1946      | Antonio Trombetta       | DC             | Sindaco                 |      |
| 1946    | 1947      | Armido Caldiera         | DC             | Sindaco                 |      |
| 1947    | 1948      | Aurelio Crivellaro      | DC             | Sindaco                 |      |
| 1948    | 1951      | Silvio Oliviero         | DC             | Sindaco                 |      |
| 1951    | 1957      | Ernesto Bellin          | DC             | Sindaco                 |      |
| 1958    | 1959      | Ettore Trevisan         | DC             | Sindaco                 |      |
| 1959    | 1960      | Rodolfo Pastorello      | DC             | Sindaco f.f.            |      |
| 1960    | 1975      | Ettore Trevisan         | DC             | Sindaco                 |      |
| 1975    | 1985      | Gianni Galuppo          | DC             | Sindaco                 |      |
| 1985    | 1991      | Luigi Giacomuzzi        | DC             | Sindaco                 |      |
| 1991    | 1994      | Carlo Alberto Formaggio | DC             | Sindaco                 |      |
| 1994    | 1995      | Adelino Veronese        | DC             | Sindaco                 |      |
| 1995    | 1999      | Adelino Veronese        | Centrosinistra | Sindaco                 |      |
| 1999    | 2009      | Carlo Alberto Formaggio | Centrodestra   | Sindaco                 |      |
| 2009    | 2019      | Marcello Spigolon       | Centrodestra   | Sindaco                 |      |
| 2019    | in carica | Mattia Veronese         | Centrodestra   | Sindaco                 |      |

### Gemellaggi
Noventa Vicentina è gemellata con:
- Asiago[20] Dal 1995

Gemellaggio nato nel maggio 1916 quando Noventa Vicentina accolse e diede ospitalità a buona parte della cittadinanza di Asiago, in fuga dall'Altopiano, sotto l'incalzare degli eventi bellici.
- Messina Dal 2023[21][22] (ufficializzato nel 2025)[23][24]

Inoltre, il 10 giugno 2012, il comune di Noventa Vicentina ha aderito alla lista dei comuni gemellati con la fondazione "Città della Speranza". Il comune aderisce all’iniziativa: patto dei sindaci 

## Sport

### Calcio

Una formazione della Nova Gens nel 1925

Una formazione della Nova Gens nel 1933

La "Nova Gens" è la principale società calcistica di Noventa Vicentina. Fondata nel 1914, è una delle più antiche squadre del vicentino, alle spalle del LR Vicenza, fondato nel 1902. La squadra gioca le sue partite casalinghe allo Stadio "Gino Fracca" di Noventa Vicentina; i colori sociali sono il rosso e il blu.

### Pallavolo
Il Volley Noventa è la squadra pallavolistica femminile di Noventa Vicentina. Ha disputato negli anni ottanta campionati femminili in serie A1 e A2. L'esordio in A1 fu il campionato 1981-1982. Il Volley Noventa ha disputato nove campionati femminili in serie A1.